# SHAKE IT (高中正義の曲)
「SHAKE IT」（シェイク・イット）は、日本のギタリストである高中正義が1986年に発表した楽曲である。

## 概要
アルバム『JUNGLE JANE』からの先行シングルで、とんねるず主演のTBS系ドラマ『お坊っチャマにはわかるまい!』の挿入曲に使用され、高中自身も形成外科医役として出演した。
A面B面とも演奏、ミックスがアルバム収録のものと異なる。「SHAKE IT」のメロディはほぼ同じだが、シーラ・Eによるパーカッションパートが長く、「JUNGLE JANE」はアルバム冒頭にあるパーカッションパートがなく、ドラムマシンの音質、リバーブのかかりが異なる。
1986年9月3日に、12インチシングルとして再リリースされた。
1986年6月4日放送回と7月9日放送回の『夜のヒットスタジオ』(フジテレビ系列)で表題曲を演奏している。
なお、1988年8月26日に石井明美が「SHAKE UP～抱きしめて～」のタイトルでカヴァーシングルをリリースしている。このバージョンではオリジナルの歌詞を書き換えた上で、一部原曲にないメロディが追加されている。

## 7インチシングル

### 収録曲
| 全作詞: リリカ新里、全作曲・編曲: 高中正義。 |                 |            |            |      |
| #                                            | タイトル        | 作詞       | 作曲・編曲 | 時間 |
| 1.                                           | 「SHAKE IT」    | リリカ新里 | 高中正義   | 4:50 |
| 2.                                           | 「JUNGLE JANE」 | リリカ新里 | 高中正義   | 4:48 |
| 合計時間:                                    | 合計時間:       | 9:38       |            |      |

## 12インチシングル

### 収録曲
| 全作曲・編曲: 高中正義。 |                                 |              |            |      |
| #                        | タイトル                        | 作詞         | 作曲・編曲 | 時間 |
| 1.                       | 「SHAKE IT (EXTENDED VERSION)」 | リリカ新里   | 高中正義   | 7:17 |
| 2.                       | 「WHEN YOU'RE NEAR ME」         | Joey Carbone | 高中正義   | 5:45 |
| 3.                       | 「TEASER」                      | Jeff Brown   | 高中正義   | 4:51 |
| 合計時間:                | 合計時間:                       | 合計時間:    | 17:53      |      |